# Adrien de Hénencourt
 (juin 2021).
Si vous disposez d'ouvrages ou d'articles de référence ou si vous connaissez des sites web de qualité traitant du thème abordé ici, merci de compléter l'article en donnant les références utiles à sa vérifiabilité et en les liant à la section « Notes et références ».
Adrien de Hénencourt, mort en 1530, était un chanoine du chapitre cathédral d'Amiens.

## Biographie

### Famille
Adrien de Hénencourt est issu d'une famille noble (tout comme son oncle Ferry de Beauvoir). Il est le fils de Jean, seigneur d'Hénencourt, et de Claire de Beauvoir (sœur de Ferry de Beauvoir) ; il est également le frère de Marie Conty, épouse de Jean Conty et de Jacqueline d'Hénencourt qui épousa en 1460, Antoine de Lameth.
Il possédait de nombreuses terres. Il était licencié de droit civil et docteur en droit canon.

### Carrière ecclésiastique
Il a été chanoine de Notre-Dame d'Amiens de 1490 à 1530, puis prévôt de 1465 à 1497 et doyen de 1495 à 1529, il eut également de nombreuses autres responsabilités ecclésiastiques. En 1492 il est maître de la Confrérie du Puy Notre-Dame d'Amiens.
Il meurt le 4 décembre 1530. Son testament daté du 18 juillet 1527 et ses comptes d'exécution (conservés aux Archives départementales de la Somme), fournissent des informations quant au fait qu'il aurait demandé que sa sépulture se trouve à côté de celle de son oncle (Ferry de Beauvoir), en la cathédrale Notre-Dame d'Amiens.